# .gu
.gu је највиши Интернет домен државних кодова (ccTLD) за Гвам. Регистрације су бесплатне, али су ограничене на људе и компаније са контактом у Гваму и ограничене су на трећестепене регистрације испод другостепених имена, као што је .com.gu. Није било много употребе .gu адреса.